# زهرة الثلج (مسلسل كوري جنوبي)
زهرة الثلج (بالكورية: 설강화)؛ هو مسلسل تلفزيوني كوري جنوبي، من بطولة جونغ هاي-إن، جيسو، يون إن نا، جانغ سيونغ جو، كيم هاي يون، يون سي اه، جونغ يو جين، عرض على قناة جي تي بي سي يومي السبت والأحد من 18 ديسمبر2021، إلى 30 يناير عام 2022 ، وهو متاح في مناطق محدودة على ديزني+.

## القصة
تدور أحداث المسلسل على خلفية الحركة الديمقراطية عام 1987، والتي كانت حركة احتجاجية جماهيرية بهدف إجبار الحكومة الاستبدادية في كوريا الجنوبية على إجراء انتخابات نزيهة، نتيجة للاحتجاجات الجماهيرية، أرغمت الحكومة وأجريت انتخابات ديمقراطية في ديسمبر 1987، والتي أدت لاحقًا إلى نهاية الحكم الاستبدادي في كوريا الجنوبية وإقامة حكم ديمقراطي وتأسيس جمهورية كوريا السادسة.
يلعب جونغ إي أين دور دور طالب دراسات عليا، بعد مشاركته في الاحتجاجات المؤيدة للديمقراطية، تجده أيون يونغ رو (جيسو)، مغطى بالدم وهي طالبة جامعية، تخفيه الفتاة عن الحكومة في غرفتها الجامعية في جامعتها النسائية، تتطور لاحقًا علاقة ودية رومانسية بين الثنائي.

## بطولة

### طاقم رئيسي
- جونغ هاي-إن في دور ايم سو هو.[5]

طالب جامعي نشأ في ألمانيا ويخفي سرًا.
- جيسو في دور ايون يونغ رو.[5]

طالبة جامعية تقع في حب سو-هو من النظرة الأولى.
- جانغ سيونغ جو في دور لي كانغ موو.[8]

قائد فريق التخطيط الأول لوكالة الأمن القومي الذي يتبع القواعد دائمًا.
- يون سي اه بدور بي سونغ هي.[8]

هي أم في سكن جامعة هوسو للطالبات.
- كيم هاي يوون في دور كيي بون اوك.[8]

عاملة الهاتف التي لم تتمكن من الذهاب إلى الكلية بسبب مشاكل مالية.
- جونغ يو جين في دور جانغ هان نا.[8]

وكيل ANSP مندفعة ولكنها شغوفه.
- يوو اين ها في دور كانغ تشونغ يا.[8][9]

جراح تتمتع بشخصية كاريزمية وماهرة تعمل في مستشفى تديرها الدولة.

### أدوار داعمه
- هيو جون هو في دور إيون تشانغ سو، والد يونغ رو.[10]
- كيم جونغ نان في دورهونغ أي را، زوجة ايون تشانغ سو.[10]
- بارك سونغ وونغ في دور نام تاي إيل، سكرتير حزب أي مين.[10]
- جونغ هاي يونغ في دور جو سونغ شيم، زوجة نام تاي إيل.[10]

### ظهور خاص
- يوم جونغ آه.[11]

## المشاهدات
| الموسم | الموسم | رقم الحلقة | رقم الحلقة | رقم الحلقة | رقم الحلقة | رقم الحلقة | رقم الحلقة | رقم الحلقة | رقم الحلقة | رقم الحلقة | رقم الحلقة | رقم الحلقة | رقم الحلقة | رقم الحلقة | رقم الحلقة | رقم الحلقة | رقم الحلقة | المتوسط |
| الموسم | الموسم | 1          | 2          | 3          | 4          | 5          | 6          | 7          | 8          | 9          | 10         | 11         | 12         | 13         | 14         | 15         | 16         | المتوسط |
| ------ | ------ | ---------- | ---------- | ---------- | ---------- | ---------- | ---------- | ---------- | ---------- | ---------- | ---------- | ---------- | ---------- | ---------- | ---------- | ---------- | ---------- | ------- |
|        | 1      | 711        | 992        | غ/م        | غ/م        | 691        | 470        | 800        | 600        | 759        | 660        | 724        | 703        | 664        | 665        | 693        | 846        | 713     |

حققت الحلقة الثانية متوسط تقييم بنسبة 3.8% بحوالي 992 الف مشاهدة، انخفضت التقييمات لادنى نسبة بالحلقة الرابعة بحوالي 1.689%. برغم من ذلك، احتل المسلسل المرتبة الأولى بين أكثر المسلسلات مشاهدة على منصة ديزني+ في سنغافورة وكوريا الجنوبية وهونغ كونغ وتايوان واليابان لعدة أسابيع. كما كان ثالث أكثر المسلسلات مشاهدة على المنصة، بعد مسلسل هوك وذا بوك أوف بوبا فيت.
| رقم    | تاريخ البث     | تقييمات "نيلسن كوريا" | تقييمات "نيلسن كوريا" |
| رقم    | تاريخ البث     | على الصعيد الوطني     | سيئول                 |
| ------ | -------------- | --------------------- | --------------------- |
| 1      | 18 ديسمبر 2021 | 2.985%                | 3.235%                |
| 2      | 19 ديسمبر 2021 | 3.898%                | 3.687%                |
| 3      | 24 ديسمبر 2021 | 1.853%                | N/A                   |
| 4      | 25 ديسمبر 2021 | 1.689%                | N/A                   |
| 5      | 26 ديسمبر 2021 | 2.751%                | N/A                   |
| 6      | 1 يناير 2022   | 1.912%                | N/A                   |
| 7      | 2 يناير 2022   | 3.252%                | 3.491%                |
| 8      | 8 يناير 2022   | 2.584%                | N/A                   |
| 9      | 9 يناير 2022   | 3.064%                | 3.362%                |
| 10     | 15 يناير 2022  | 2.571%                | 2.489%                |
| 11     | 16 يناير 2022  | 3.017%                | 3.127%                |
| 12     | 22 يناير 2022  | 2.521%                | 2.805%                |
| 13     | 23 يناير 2022  | 2.798%                | 2.851%                |
| 14     | 29 يناير 2022  | 2.749%                | 3.180%                |
| 15     | 30 يناير 2022  | 2.773%                | 2.734%                |
| 16     | 30 يناير 2022  | 3.393%                | 3.438%                |
| المعدل | المعدل         | 2.738%                | 3.127%                |

## الإنتاج

### صناعة
كان عنوان العمل المبكر للمسلسل هو «مسكن جامعة ليهوا للنساء» (이대 기숙사 ؛ Idae Gisuksa). المسلسل من تأليف يو هيون مي وإخراج جو هيون تاك، هو تعاونهم الثاني بعد أن عملوا معًا في مسلسل قلعة السماء (2018-19). المسلسل مبني على مذكرات رجل هرب من معسكر اعتقال سياسي في كوريا الشمالية. ومن تخطيط وإنتاج جاي تي بي سي إستوديوز.

### طاقم
في 18 يونيو 2020، ذكرت وسائل الإعلام أن كيم هاي يون، التي اشتهرت بعد تألقها في قلعة السماء، كانت تجري محادثات لتمثيل دور البطولة في المسلسل، وأكدت وكالتها أنها كانت تراجع العرض. في 18 أغسطس، ظهرت تقارير عن انضمام جيسو كواحدة من الممثلات الرئيسيات في المسلسل. تم تأكيد ذلك في وقت لاحق من ذلك اليوم من قبل وكالة جيسو، واي جي إنترتاينمنت. في 24 أغسطس، تم تأكيد انضمام كيم هاي يون للمسلسل إلى جانب جيسو. وقد أفيد أن جونغ هاي ان قد تلقى عرضًا ولكنه كان لا يزال يراجعه. انضم جانغ سيونغ جو رسميًا إلى فريق التمثيل في 26 أغسطس. انضمت جونغ يو جين في 17 سبتمبر. انضمت يون سي آه في اليوم التالي. في 5 أكتوبر 2020، تم تأكيد الممثلين الرئيسيين وتفاصيل الشخصيات من قبل جاي تي بي سي. انضمت يون إن نا رسميًا إلى فريق التمثيل في 28 ديسمبر.

### التصوير
في 24 نوفمبر 2020، أعلنت جاي تي بي سي أن تصوير المسلسل قد تم إيقافه مؤقتًا بعد أن كان أحد الممثلين الداعمين على اتصال وثيق بشخص أثبتت إصابته بفيروس كوفيد-19. في اليوم التالي، أكدت جاي تي بي سي أن التصوير سيستأنف بعد أن أثبت جميع أعضاء فريق التمثيل والطاقم نتائج سلبية للفيروس. تم الانتهاء من التصوير في أواخر يوليو 2021.

### مواقع التصوير
صور المسلسل في سبعة مواقع وهي: منتزه هابتشون، وجامعة كي ميونغ، وجامعة سون مون، وجامعة تشونغ نام الوطنية، وحرم يانغيانغ التابع لجامعة كوان دونغ الكاثوليكية، وجامعة دايجو، دايجو دونغسونغرو.

## قبل الإصدار

### جدال
في مارس 2021 ، أصبح المسلسل موضوعًا للجدل المتعلق بالمخالفات التاريخية المزعومة في النص، كان هذا بعد إلغاء دراما جوسون طارد الأرواح الشريرة لقناة SBS بسبب اتهامات مماثلة بتشويه تاريخي. تم تداول أجزاء من الملخص والملفات الشخصية للشخصيات على الإنترنت، والتي كشفت أن البطل الذكر هو في الواقع جاسوس كوري شمالي يتظاهر بأنه طالب ناشط مؤيد للديمقراطية يتسلل إلى كوريا الجنوبية لإثارة الفوضى وعدم الاستقرار السياسي. أثارت المقدمة رد فعل عنيف بسبب الدراما التي تقع احداثها في عام 1987 ، والتي كانت العام الأساسي للحركة الديمقراطية في كوريا الجنوبية التي أدت إلى إنشاء الجمهورية الديمقراطية الحالية. الكشف عن البطل الذكر كجاسوس كوري شمالي يشير إلى الادعاءات الكاذبة التي قدمتها وكالة تخطيط الأمن القومي (ANSP)، وكالة الاستخبارات للحكومة الاستبدادية، خلال حركة الديمقراطية عام 1987 التي صورت المتظاهرين المؤيدين للديمقراطية على أنهم جواسيس كوريون شماليون،  علاوة على ذلك، يُزعم أن شخصية لي كانغ مو، وهو عميل لـ ANSP ، تم تصويره على أنه شخصية عادلة وصالحة على الرغم من انتهاكات حقوق الإنسان العديدة التي ارتكبتها منظومة ANSP. لقد اجتذب اسم البطلة الأنثوي، إيون يونغ تشو، مزيدًا من التدقيق، حيث إن الاسم غير المألوف «يونغ تشو» يحمل تشابهًا مع اسم الناشطة الحقيقي المؤيدة للديمقراطية تشون يونغ تشو. كانت تشون يونغ تشو متزوجًة من زميل الناشطة المؤيد للديمقراطية جونغ مون هوا، الذي تم تأطيره كجاسوس وحُكم عليه بالسجن مدى الحياة خلال حادثة أكاديمية مينتشونغ في عام 1974 وتوفي بسبب سوء التغذية بعد إطلاق سراحه من السجن.

### رد الشبكة
في 26 مارس ، أصدرت قناة جي تي بي سي أول بيان رسمي لها حول الجدل الذي جاء فيه: «الدراما لا تشوه الحركة المؤيدة للديمقراطية ولا تمجد وكالة تخطيط الأمن القومي. إنها دراما كوميدية سوداء تسخر من الوضع السياسي بين الطرفين». كوريتان في ظل الحكومة الاستبدادية في الثمانينيات، كما أنها دراما رومانسية تظهر الشباب الذين يضحون بحبهم. في 30 مارس ، أصدرت قناة جي تي بي سي بيانًا ثانيًا بشأن الجدل الذي جاء فيه: «تدور أحداث المسلسل حول الانتخابات الرئاسية لعام 1987 ، وليست دراما التي تتعامل مع الحركة المؤيدة للديمقراطية». وتابع البيان «الدراما تصور قصة خيالية عن النظام العسكري والحزب الوطني الاشتراكي وآخرين في السلطة في ذلك الوقت يتواطأون مع ديكتاتورية كوريا الشمالية ويخططون لمؤامرة للاحتفاظ بسلطتهم». فيما يتعلق بشخصية لي كانغ مو، وهو وكيل ANSP ، جاء في البيان: «يتم تصوير الشخصية على أنها رجل مبدأ يدير ظهره للمنظومة الفاسدة ويفعل ما يعتقد أنه صحيح». ونفى البيان أيضًا أن يكون اسم الشخصية الأنثوية في إشارة إلى الناشطة الحقيقية تشون يونغ تشو، لكنه أكد أنه سيتم تغيير اسم الشخصية.
في 30 مارس ، أوقف المتظاهرون شاحنة تحمل لافتات احتجاج في موقع مبنى جي تي بي سي في سيئول.

### عريضة
في الفترة من 26 مارس إلى 25 أبريل ، وقع مايقارب 226،078 الف شخصًا على عريضة عبر الإنترنت إلى البيت الأزرق يطالبون فيها بوقف إنتاج المسلسل. في 14 مايو، أصدر البيت الأزرق ردًا رسميًا على الالتماس، رافضًا الدعوات لإلغاء إنتاج المسلسل. ورد في الرد أن البيت الأزرق لم يكن ينوي التدخل، مستشهدا بحماية حرية التعبير في قانون البث في كوريا الجنوبية، الذي يضمن استقلالية المذيعين أو الشبكات والصحافة.
ومع ذلك ، يذكر أن البيت الأزرق كان يواصل مراقبة الجدل، مشيرًا إلى أن «البرامج التي تنتهك قوانين ومسؤوليات البث، مثل التشويه التاريخي المفرط أو انتهاك اللوائح، تخضع للمراجعة من قبل لجنة معايير الاتصالات الكورية» ، وأن اللجنة ستراقب البث عن كثب.

## بعد الإصدار
في 19 ديسمبر 2021 ، تم تقديم التماس جديد عبر الإنترنت إلى «البيت الازرق» مطالبات بإيقاف بث المسلسل، في غضون ساعات قليلة قد وقع أكثر من 80.000 شخص على العريضة، ووقع أكثر من 200 الف شخص على العريضة بحلول نهاية اليوم. ووصل الالتماس إلى 300 ألف توقيع بحلول 21 من (ديسمبر)، كما أصدرت شركات مثل هيونغ ايل للإثاث، وماركة الأزياء مثل «جاني سونغ» ، وشركة «هانز للإلكترونيات» اعتذارًا رسمياً، وأعلنوا سحب اعلاناتهم من المسلسل.
في 21 ديسمبر، تم نشر حوالي 3000 طلب لإلغاء المسلسل على موقع جي تي بي سي، وقدم حوالي 740 شكوى إلى لجنة معايير الاتصالات الكورية فيما يتعلق بالدراما.
في 23 ديسمبر أعلنت قناة JTBC بتغيير جدول بث حلقات، وبثت الحلقة 3 و 4 و 5 في 24 و 25 و 26 ديسمبر على التوالي، لحل سوء التفاهم الحاصل حول المسلسل. ذكرت قناة JTBC أن الحلقات من 3-5 سيتم إصدارها بوقت قريب ليضاح الخلفية الدرامية لشخصية سوهو والكشفت عن تواطؤ بين ANSP والحكومة الكورية الشمالية في القصة.

## روابط خارجية
- الموقع الرسمي
 (بالكورية)
- زهرة الثلج على موقع IMDb (الإنجليزية)
- زهرة الثلج على موقع كينوبويسك (الروسية)
- زهرة الثلج على موقع قاعدة بيانات الفيلم (الإنجليزية)
- زهرة الثلج على هانسينما